# Henley Grose-Smith
Henley Grose-Smith (Middlesex, 5 februari 1833 - Isle of Wight, 1911) was een Engelse entomoloog die was gespecialiseerd in vlinders.
Grose-Smith beschreef een groot aantal nieuwe vlindertaxa, zowel van exemplaren uit zijn eigen collecties als die van Lionel Walter Rothschild. Zijn collecties werden verkocht aan James John Joicey in 1910. De meeste types bevinden zich in het Natural History Museum.
Grose-Smith was op 8 februari 1860 getrouwd met Sarah (Nichol) Grose-Smith in Newcastle upon Tyne.

## Enkele publicaties
- 1887-1902 met William Forsell Kirby Rhopalocera exotica; being illustrations of new, rare, and unfigured species of butterflies. London: Gurney & Jackson, 1887-1902, vol. 1, vol. 2, vol. 3.
- 1887 Description of six new species of Butterflies captured by Mr. John Whitehead at Kina Balu Mountain, North Borneo, in the collection of Mr. H. Grose Smith Annals And Magazine of Natural History 20 (5): 432-435.
- 1889 Descriptions of new species of butterflies captured by Mr. C.M. Woodford in the Solomon Islands Entomologist's Monthly Magazine. 25: 299-303.
- 1889 Descriptions of twenty-four new species of butterflies captured by Mr. Last in the Neighbourhood of Mombasa, East Coast of Africa, in the collection of Mr. H. Grose Smith Annals And Magazine of Natural History 3 (6): 121-137.
- 1891 Descriptions of ten new species of butterflies from the North-west Coast of Madagascar, captured by Mr. J. T. Last, in the collection of Mr. H. Grose Smith Annals And Magazine of Natural History 7 (6), 122-128.
- 1894 Descriptions of eight new species of butterflies from New Britain and Duke of York Islands in the collections of the Hon. W. Rothschild and Mr. Grose Smith, captured by Captains Cayley Webster and Cotton Annals And Magazine of Natural History. (6) 13 (78): 496-502.
- 1894 An Account of a Collection of Diurnal Lepidoptera from New Guinea (Parts I-III) - made by Mr. W. Doherty at Humboldt Bay, Dutch New Guinea, and in neighbouring islands, in the Museum of the honourable Walter Rothschild at Tring, with descriptions of new species Novitates zoologicae 1 (2), Part 1: 331-365,  1 (2), Part 2: 543-551 en 1 (3), Part 3: 571-584.
- 1894 Descriptions of nine new species of butterflies, from the Sattelberg, near Finsch Hafen, German New Guinea, in the collections of the Honourable Walter Rothschild and H. Grose Smith, captured by Captains Cayley Webster and Cotton Novitates zoologicae 1 (3): 585-590.
- 1897 Descriptions of further new Species of Butterflies from the Pacific Islands Annals And Magazine of Natural History. 19 (6): 515-518.
- 1898 Descriptions of New Species of Oriental Butterflies Novitates zoologicae: a journal of zoology in connection with the Tring Museum 5: 103-110.
- 1898 Descriptions of New Species of African Butterflies Novitates zoologicae: a journal of zoology in connection with the Tring Museum 5: 350-358.
- 1898 Description of two new species of butterflies of the genus Thysonotis Hübner, 1819 Annals And Magazine of Natural History 7 2 (11): 404-405.
- 1900 Descriptions of new species of butterflies captured by Mr. A.S. Meek, at Milne Bay, British New Guinea, in the museum of the Hon. Walter Rothschild, at Tring Novitates Zoologicae 7: (86-89).

- Gemeinsame Normdatei: 1175475793
- Système universitaire de documentation: 243356781
- Virtual International Authority File: 6847154801915556310001
- WorldCat: E39PBJyhjdbjrJDVMBCyCDY773